# Cabra chica gritona
Cabra Chica Gritona fue un programa de televisión chileno, transmitido por el canal de cable Vía X entre 2004 y 2006. Estaba dirigido a un público eminentemente juvenil y femenino.

## Historia
Salió al aire el lunes 12 de abril de 2004 con la idea de dar una alternativa a la audiencia adolescente de "Mekano" y "Rojo Fama Contrafama", pero también tuvo buenos resultados en el público más adulto. El 16 de agosto de 2004, Canal 13 compró los capítulos de Cabra Chica Gritona y duró 3 semanas hasta que el lunes 6 de septiembre comienza el primer capítulo de Tentación. 
La serie ha experimentado distintos formatos a lo largo de su desarrollo. En las dos primeras temporadas, estrenadas en el año 2004, se estrenaban capítulos de la historia principal todos los días, con excepción de un día, donde ambos personajes leían correos electrónicos enviados por fanes.
En la tercera temporada, estrenada en el año 2005, los días lunes, miércoles y viernes se estrenaban los capítulos de la historia principal, mientras que los martes y jueves se estrenaba la sección "Cabra Chica Gritona Live", donde el programa pasaba a estar en vivo con los personajes leyendo correos electrónicos con saludos de los fanes y donde se pedían consejos amorosos. En principio, ambos personajes transmitían en vivo sin público, pero dado el éxito del programa, se comenzó a emitir con público. 
En la cuarta temporada, estrenada en el año 2006, se eliminan los capítulos grabados de la historia principal y el programa pasa a ser completamente en vivo, aunque se complementaba la historia de los personajes con el programa en vivo. Ahí, los personajes leían correos electrónicos, entrevistaban a distintos famosos. 
El día 28 de diciembre de 2006, se emitió el último capítulo de la serie tras haber decidido que la serie fuera cancelada.

## Argumento
La historia se centra en dos grandes amigas, "La Cata" (Natalia Valdebenito) y "La Isi" (Jenny Cavallo), quienes son dos adolescentes de familias acomodadas. Ambas tienen distintas vivencias, cuya acción se centra principalmente en el altillo personal de "La Cata".
Los personajes tenían distintas muletillas:
- "Todo el rato": era usado para recalcar o darle importancia a un hecho, drama o conversación.
- "Guachón/a": palabra usada para referirse a una persona atractiva.
- "In my life": frase usada para representar la reacción inmediata a una cierta situación.

## Personajes
- Lucia Catalina Rioseco Zañartu (Natalia Valdebenito), más conocida como la Cata. Es la mejor amiga de la Isi y la dueña del altillo donde se desarrolla la historia. Tenía 14 años al comienzo de la historia; actualmente tiene 17 años y los celebró en el programa "Cabra Chica Gritona, Todo el Rato". Va a un colegio de mujeres en el Liceo Las Condesas y tiene 3 hermanos, Ludovico, Nicolás y Pato.
- Isidora de los Milagros Correa Smith (Jenny Cavallo), más conocida como la Isi. Es la mejor amiga de la Cata. Tenía 15 años al principio de la historia; actualmente tiene 16 años. Va a un colegio mixto. Todas las tardes se junta con la Cata en el altillo. Vive con su mamá y su hermana Coni. Estaba profundamente enamorada del Nico, hermano mayor de la Cata. Hace poco terminó con el "guachón" Felipe. Tiene déficit atencional y no le va excelente en las pruebas.
- Carmen Gloria Zañartu (Natalia Valdebenito), más conocida como la Cayoya. Es la madre de la Cata y mejor amiga de "Coli". Tiende a exagerar las cosas. Se refiere a su hija como "Lucía Catalina Gorda".
- Cecilia Carolina Smith (Jenny Cavallo), más conocida como la Coli. Es la madre de la Isi y mejor amiga de "Cayoya". A diferencia de su amiga, es completamente relajada. Está separada de su marido, a quien no ha podido olvidar.
- Maggie (Marcela González), nana de la Cata. Es muy cariñosa, como una segunda madre para la Cata y la Isi. Nunca se le ve la cara, solo es mostrada de espalda. En la tercera temporada, se le detecta un cáncer al pulmón, del cual se recupera.
- Trini (Marcela González), compañera de la Cata. También hace el papel de la Maggie, nana de la Cata,
- Nachi-Nachi (Daniela Pulgar), compañera de la Cata.
- Anto (María Jesús Rojas), La segunda mejor amiga de la Cata.
- Facundo "Facu" (Felipe Ríos), el amigo imaginario de la Cata y la Isi.
- Pastene "La Pastel" (Gabriela Urrejola), trabajó un tiempo como nana en la casa de la Cata. Es muy mala, mentirosa y ladrona. Cada vez que aparecía, se ponía a bailar "Gasolina" de Daddy Yankee.

## Invitados especiales
- Alejandra Vera
- Difuntos Correa
- Fabrizio Copano
- Florcita Motuda
- Francisca Valenzuela
- Francisco Melo
- Gabriela Urrejola
- Gonzalo Yáñez
- Javiera Mena
- Kudai
- La Prohibida
- Leonardo Perucci
- Martín Cárcamo
- Miranda!
- Nicolás Copano
- Nicolás López
- Nicole
- Pamela López de Santa María
- Paz Bascuñán
- Plastilina Mosh
- Ximena Abarca
- Catalina Silva

## Secciones

### 2004-2005
- Haciendo tele: parodias de distintos programas de TV que se han visto en Chile.
- El último eslabón de la cadena: una parodia a las telenovelas venezolanas
- Correos del amor: una sección donde leían correos de sus fanáticos quienes les pedían consejos amorosos.
- Gags: una sección donde se veían situaciones muy divertidas.
- Pildoritas: una sección donde se recreaban distintas situaciones de la vida real, en tono comedia.
- Las noticias
- Los Robinsons: una parodia a series americanas, la que no tuvo mucho éxito.

### 2006
- Llamados telefónicos
- Freaky
- La Cabina
- Recreo
- In my life
- Noticias TV